# Rumunki Chełmickie
Rumunki Chełmickie – część wsi Chełmica Duża w Polsce, położona w województwie kujawsko-pomorskim, w powiecie włocławskim, w gminie Fabianki.
W latach 1975–1998 Rumunki Chełmickie administracyjnie należały do województwa włocławskiego.